# Zhang’an Guanding
Zhang’an Guanding (chiń. 章安灌頂; pinyin Zhāng’ān Guàndǐng; 561-632) – chiński mnich buddyjski, piąty (lub drugi) patriarcha szkoły tiantai.

## Życiorys
Mając lat 27, czyli w roku 587, spotkał 50-letniego Zhiyi, który wykładał Sutrę Lotosu w Jinling (dzisiejszym Nankinie) i został jego uczniem. Prawdopodobnie wykłady odbywały
się w klasztorze Guangzhe, gdyż wiadomo, iż Zhiyi po jedenastoletnim odosobnieniu na górze Tiantai udał się do Jinling i zamieszkał w tym właśnie klasztorze. 
W roku 588 armia dynastii Sui podbiła cały ten region i zdobyła Jinling, więc zarówno mistrz jak i jego uczeń musieli uciekać z miasta rozdzieliwszy się. Guanding odnalazł swego nauczyciela na górze Lu i towarzyszył mu do Jingzhou, w którym zapisał wykłady nauczyciela, wydane później jako Głębokie znaczenie 'Sutry Lotosu' i Wielka koncentracja i wgląd (wykłady odbyły się w 593 roku w klasztorze Yuquan w Jingzhou). 
Mając 69 lat opracował i wydał jedno z trzech głównych dzieł Zhiyi - Słowa i zdania 'Sutry Lotosu' , oparte na wykładach nauczyciela z 587 roku.